# ماویان
ماویان، روستایی از توابع بخش مرکزی شهرستان کامیاران در استان کردستان ایران است. اولین پلاک ثبتی شهرستان کامیاران مختص این روستا می باشد.پلاک یک اصلی.بالغ بر یک هزارهکتار زمین زراعتی کشاورزی دارد.رودخانه ماویان منبع تامین آبیاری اراضی کشاورزی می باشد رودخانه مزبوریکی از سرشاخه های  رود قره سو درکرمانشاه است.کوه سیاچیا درزمستان به عنوان پیست تویپ سواری وبرف بازی مورد توجه عموم مردم است.

## جمعیت
به جهت موقعیت جغرافیایی و نزدیکی به شهر کامیاران وسهولت در تردد، غالب جمعیت این روستادرشهرساکن شده وبرای امورات کشاورزی دررفت وآمدهستند.بااحتساب ویلا باغ های محدوده روستابعضادرفصولی ازسال جمعیت تا۵۰۰نفرافزایش می یابد.